# Rada Cộng hòa Nhân dân Belarus
Rada Cộng hòa Nhân dân Belarus (tiếng Belarus: Рада Беларускай Народнай Рэспублікі, Рада БНР, Rada BNR) (tiếng Nga: Рада Белорусской Народной Республики, Рада БНР, Rada BNR) sau này gọi là Rada Cộng hòa Dân chủ Belarus (Rada BDR), là cơ quan quản lý tối cao của Cộng hòa Nhân dân Belarus. Kể từ năm 1919, Rada BNR đã phải lưu vong, nơi nó trở thành tổ chức chính trị có ảnh hưởng nhất của cộng đồng người di cư Belarus. Kể từ năm 2018, Rada BNR là chính phủ lưu vong lâu đời nhất cồn tồn tại.